# Joachim von Ribbentrop
Joachim von Ribbentrop (n. 30 aprilie 1893, Wesel, Niederrhein – d. 16 octombrie 1946, Nürnberg) a fost un diplomat și politician german, membru proeminent al partidului nazist, care în perioada 1938–1945 a îndeplinit funcția de ministru de externe al Germaniei. La procesul de la Nürnberg a fost acuzat crime de război și crime împotriva umanității, a fost condamnat, pedepsit cu moartea și executat.

## Biografia
Ribbentrop s-a născut în Wesel, Niederrhein, fiind fiul lui Richard Ulrich Friedrich Joachim Ribbentrop și al Johanne Sophie Hartwig. În perioada 1932 - 1945, Ribbentrop a fost membru al Reichstagului, consilier al lui Hitler pentru problemele de politică externă, reprezentantul partidului nazist în problemele de politică externă, delegat special al Celui de-Al Treilea Reich pentru dezarmare, ambasador extraordinar, ambasador la Londra, organizatorul și directorul serviciilor Ribbentrop (Dienststelle), ministru de externe al Reichului, membru al Consiliului secret al cabinetului, membru al statului-major politic al lui Hitler la Cartierul general, general SS.
Ribbentrop a favorizat ascensiunea la putere a naziștilor, a participat la alcătuirea planului politic și la pregătirea de către Germania Nazistă a războaielor de agresiune, a luat parte la executarea planurilor de politică externă ale țării și si-a asumat responsabilitatea executării lor, a autorizat și a condus direct săvârșirea de crime de război, crime împotriva umanității și, în mod special, de crime împotriva unor persoane și bunuri aflate în teritoriile ocupate.

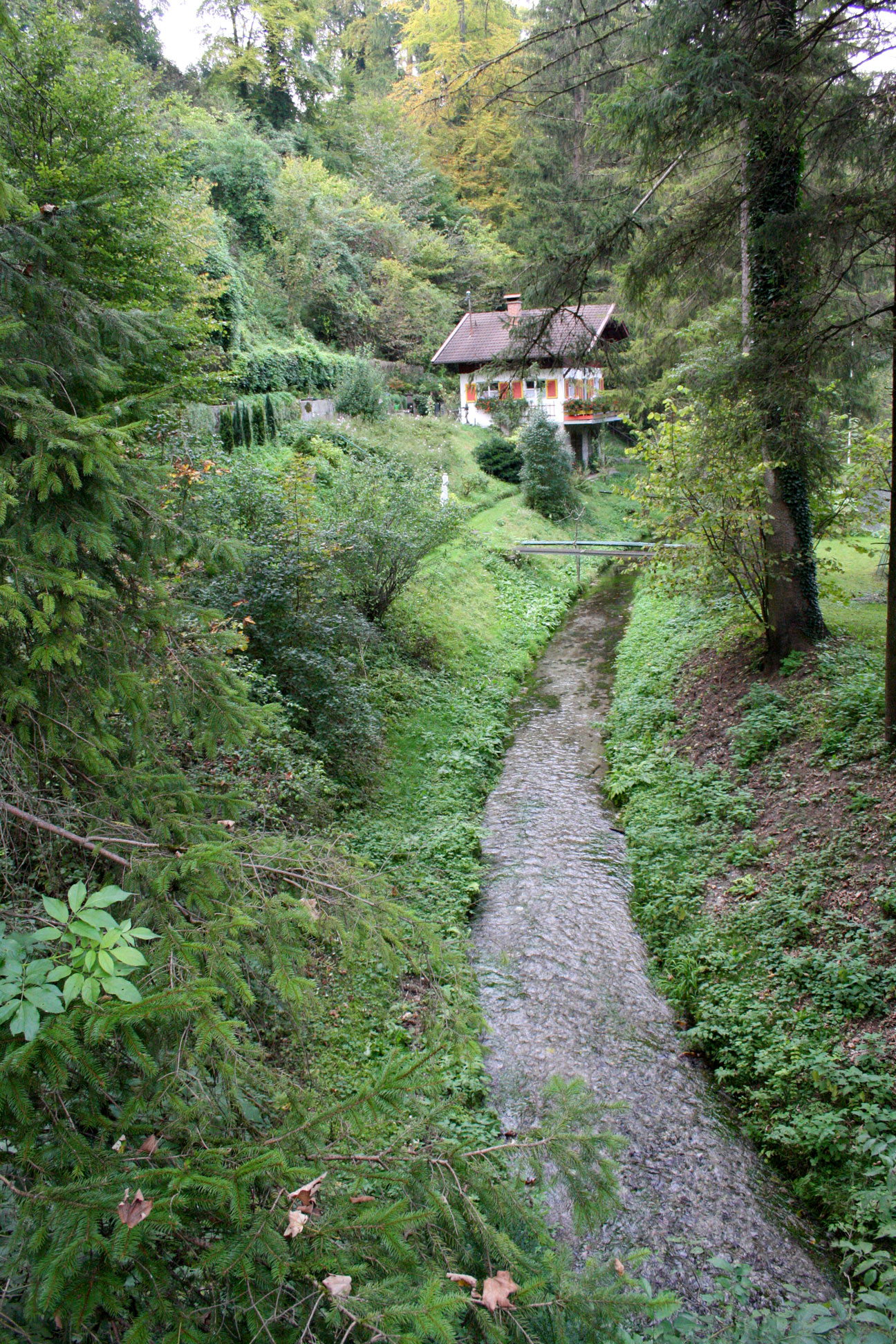
Pȃrȃul Wenzbach (München) în care a fost împrăştiată cenuşa celor 11 inculpaţi

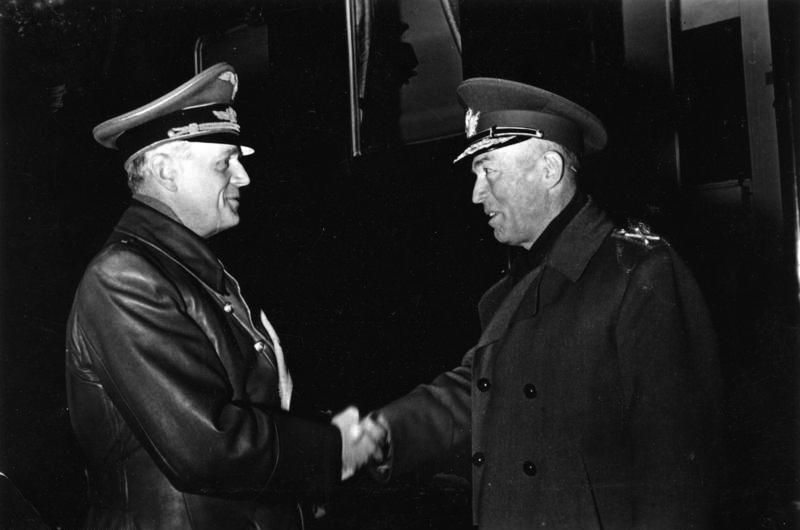
Joachim von Ribbentrop și Ion Antonescu în 1943

## Finalul
Joachim von Ribbentrop a fost condamnat la moarte, prin spȃnzurare, împreună cu alți 10 inculpați, la procesul din Nürnberg. Execuțiile (duse la împlinire de americanii John C. Woods și Joseph Malta) au avut loc în sala de sport a închisorii din Nürnberg la data de 16 octombrie 1946, între orele 1:00 și 2:57. Cei 10 naziști executați au fost: Hans Frank, Wilhelm Frick, Alfred Jodl, Ernst Kaltenbrunner, Wilhelm Keitel, Joachim von Ribbentrop, Alfred Rosenberg, Fritz Sauckel, Arthur Seyss-Inquart și Julius Streicher. În dimineața zilei de 17 octombrie 1946 trupurile celor 10 executați, împreună cu trupul lui Hermann Göring (care se sinucise cu cianură cu o noapte înainte), au fost transportate cu camioane americane la crematoriul cimitirului estic din München, unde au fost imediat incinerate. Cenușa acestora a fost împrăștiată apoi de ofițeri americani în pârâul Wenzbach (mic afluent de stânga al râului Isar), lângă strada Conwentzstraße din München, spre a nu deveni ulterior loc de pelerinaj pentru extremiști de dreapta.